# Fort Lucotte de Saint-Antoine
Ne doit pas être confondu avec Fort du Grand Saint-Antoine (Toulon) ou Fort Saint-Antoine.
Le fort (de) Saint-Antoine, appelé également fort Lucotte, est un fort militaire construit au XIXe siècle. Il fait partie du système Séré de Rivières. Érigé  sur la commune française de Saint-Antoine (département du Doubs, région Bourgogne-Franche-Comté), il se situe sur une crête séparant le lac Saint-Point de la station de ski de Métabief. Il s'agit d'un fort d'arrêt qui avait pour mission d'interdire le contournement de la Cluse de Pontarlier par le sud, l'accès à la route venant de Lausanne et les itinéraires permettant de rejoindre Salins et Champagnole via le défilé de Bonnevaux.

## Nom Boulanger
Par le décret du 21 janvier 1887, le ministre de la Guerre Georges Boulanger renomme tous les forts, batteries et casernes avec les noms d'anciens chefs militaires. Pour le fort de Saint-Antoine, son « nom Boulanger » est celui du général de division Edme Aimé Lucotte. Le nouveau nom est gravé au fronton de l'entrée.

## Défense du Jura
Le fort Lucotte fait partie de l'ensemble défensif de Pontarlier comprenant également :
- le fort Malher du Larmont inférieur
- le fort de Joux (dit château de Joux),
- le fort Catinat du Larmont supérieur

Plus au sud, se trouvent :
- le fort du Risoux
- le fort des Rousses
- le fort l'Écluse

## Construction
Les ingénieurs militaires ont construit ce fort polygonal Séré de Rivières, suivant le modèle dit "1874-1875", en optant pour le type "à massif central et batterie basse".
L'emplacement choisi est situé à 1104 m d'altitude, sur une crête, orientée S.SO-N.NE, à 1300 m au nord du bourg de Saint-Antoine.
Le fort, destiné à recevoir une garnison de 420 hommes, est construit en maçonnerie sur 3 ha. 600 tailleurs de pierre et 600 maçons ont travaillé à sa construction, assistés de 3200 hommes de troupe pour le creusement des fossés et les manutentions. Joseph Joffre, alors capitaine du Génie, fait partie de l'encadrement.
Au printemps 1884, 194 arbres, sur 3 rangs en quinconce, sont plantés sur le glacis. Un chemin stratégique (la route du fort) est aménagé sur 4,5 km depuis Saint-Point.

## Histoire

### Extérieur
Les fossés, de 6,5 à 7 m de profondeur pour 9 m de largeur, ont la forme d’un hexagone presque régulier de 3 ha de superficie. Leur défense est assurée par 3 caponnières doubles aux angles N-E, O et S (chaque caponnière flanque les 2 fossés adjacents). Les différentes casemates : casernements, magasins à poudre et munitions, locaux de stockage de la nourriture... sont voûtés et recouverts d'une couche de 7 à 8 m de cailloux et terre, assurant un bon amortissement des explosions des obus chargés alors (jusqu'au début des années 1880) de poudre noire, un explosif déflagrant. Les eaux de pluie, pénétrant jusqu'aux voûtes, à travers la couche de protection, sont dirigées vers des citernes. Un pont-levis à basculement, précédé d'un pont dormant, dont l'entrée était protégée par un ravelin, constituent le seul accès au fort. Les 2 parties du casernement occupent l’épicentre, séparées par la "cour d'honneur". Partant de la cour d'entrée et faisant le tour du massif central (casernement), une "rue du rempart" à ciel ouvert, passant en tunnel sous 5 grandes traverses de protection latérale, dessert une quinzaine de plates-formes d'artillerie à ciel ouvert, séparées par des traverses-abris.,
Des couloirs voûtés mènent aux 3 caponnières ; celui de la caponnière ouest permet également de descendre, via un escalier en colimaçon, aux abris "temps de guerre".
Une caserne "temps de paix", dont les ruines des 2 bâtiments sont encore visibles depuis l'entrée, a  été construite à l'extérieur.

### Casemates
Pour l'hébergement des hommes, 8 chambrées de 44 et 52 lits sont aménagées dans le casernement. Les officiers et sous-officiers se logent dans 7 chambres. Le fort dispose d’une infirmerie, d’une cuisine avec four à pain, d’une forge, d’une écurie, et bien sur, de magasins (vivres, huile, habillement, poudre, gargousses, projectiles). Des citernes, récupèrent les eaux de pluie.
Près de l'entrée se trouve le local du télégraphiste : Le fort était doté d'un poste optique, à signaux Morse, placé au sommet du talus de l'escarpe du front de gorge, et accessible par l'escalier en colimaçon débutant à proximité du local. Il était ainsi possible de communiquer avec le fort du Larmont supérieur, distant de 12 km, lui-même relié à la place de Besançon (fort de Montfaucon).

### Aménagements ultérieurs
En 1885, la mise au point de l'obus-torpille chargé d'un explosif brisant, la mélinite, fait craindre une trop grande faiblesse de tous les forts Séré de Rivières construits jusque là. Aussi, des abris et magasins à poudre sont creusés sous la partie nord-ouest en 1888-1889, tandis que la partie supérieure de certaines casemates est bétonnée en 1891. En 1908 sont réalisés des tests de tir au canon qui infirmèrent quelque peu les résultats catastrophiques constatés au fort de la Malmaison 22 ans auparavant. Les experts estimèrent que le fort pouvait résister jusqu'à 15 jours au feu de l'artillerie de campagne. Les dégâts causés par les tirs seront réparés et le fort restera opérationnel jusqu'à la première Guerre mondiale.

### Seconde guerre mondiale
Si la place de Pontarlier n'a pas été mise en défense en août 1914, en 1939, le fort de Saint-Antoine, tout comme ceux de Joux, du Larmont et du Risoux, est réoccupé, sans renforcements particuliers, assurant un soutien (comme position d'artillerie préparée) au secteur fortifié du Jura de la ligne Maginot,. Seul le fort du Larmont supérieur sera attaqué par l'armée allemande en juin 1940.

## Armement
Au début des années 1880, Il devait être comparable à celui des autres forts Séré de Rivières avec, notamment, le canon de 120 mm de Bange comme pièce de place, et le canon à balle (canon revolver Hotchkiss) pour assurer le flanquement des fossés.
Les fantassins disposaient à cette époque du fusil Gras, modèle 1874, remplacé ensuite par le Lebel modèle1886.

## Seconde affectation
Désaffecté, sans avoir connu l'épreuve du feu, le fort est cédé par l'armée à la commune, en 1965, et loué au fromager Marcel Petite, en 1966, pour y être transformé en caves d'affinage de comté. Celui-ci investit dans un premier temps le casernement et les gaines souterraines, puis construit une première salle d'affinage au-dessus de la cour d'entée, et enfin, entre 2008 et 2011, la « cave des remparts » au-dessus de la cour d'honneur. L'ensemble couvre 5000 m2, soit 1/6e de la surface totale du fort. Les conditions sont idéales pour un affinage lent, avec une température oscillant entre 6 et 9 °C et une hygrométrie importante, de 94 à 98%.
Ce sont aujourd'hui (2022), 100 000 meules qui sont stockées, pour une durée de 10 à 20 mois, dans les 2 caves. En 50 ans, plus d'un million de meules ont été affinées dans le fort.

## Galerie

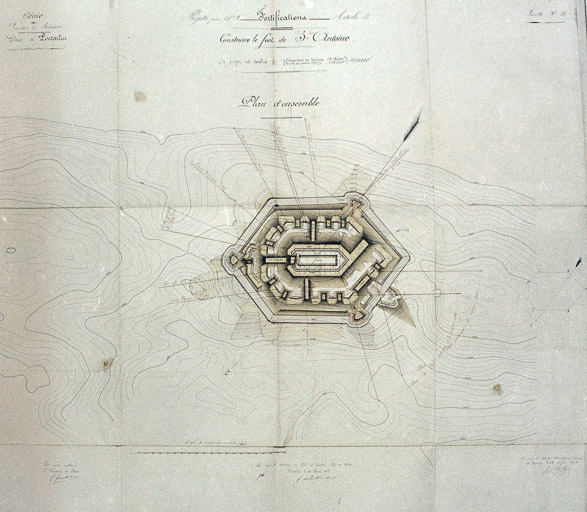
Le fort vu de dessus (plan du Génie)
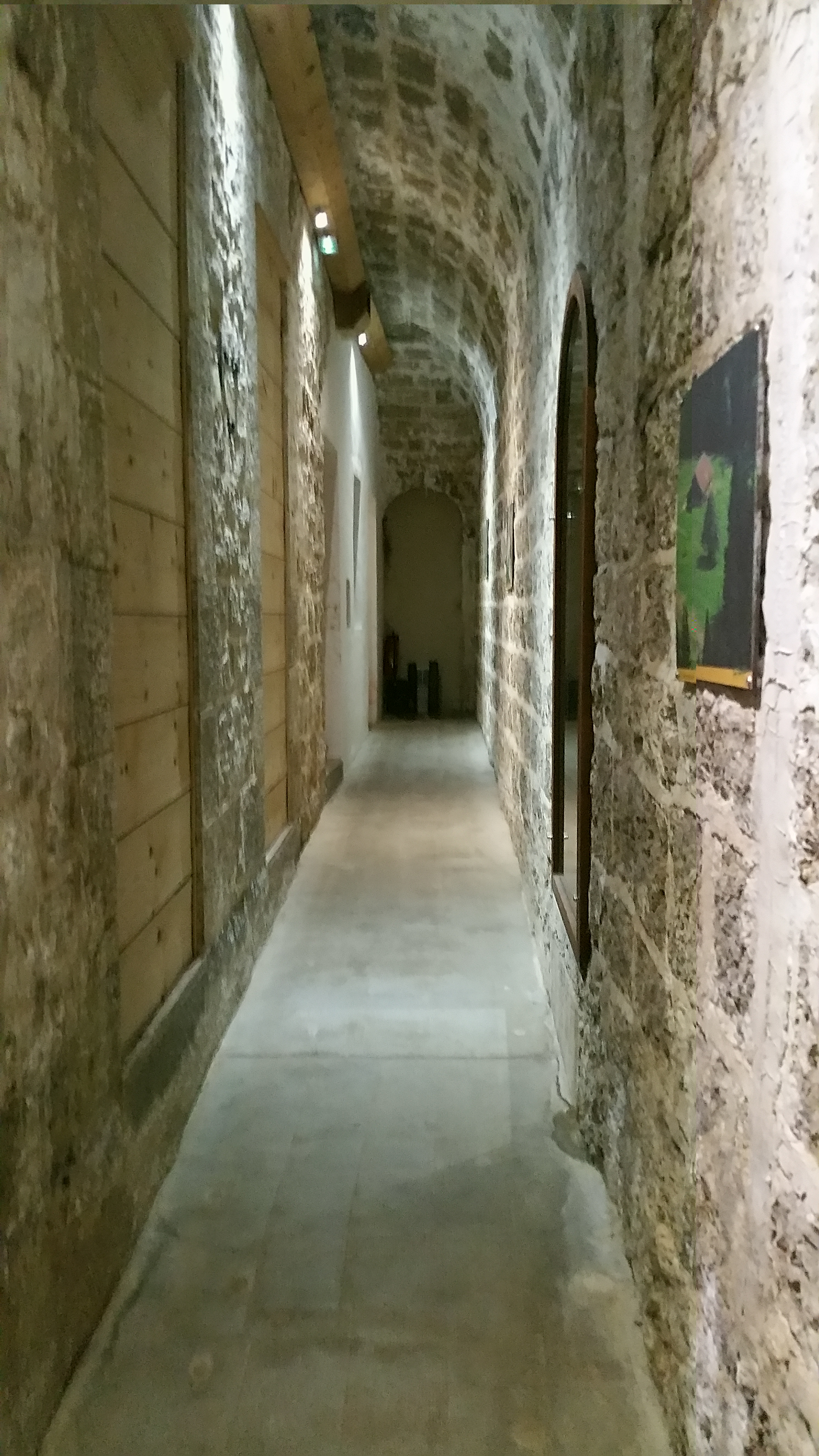
Couloir menant à la cour d'entrée
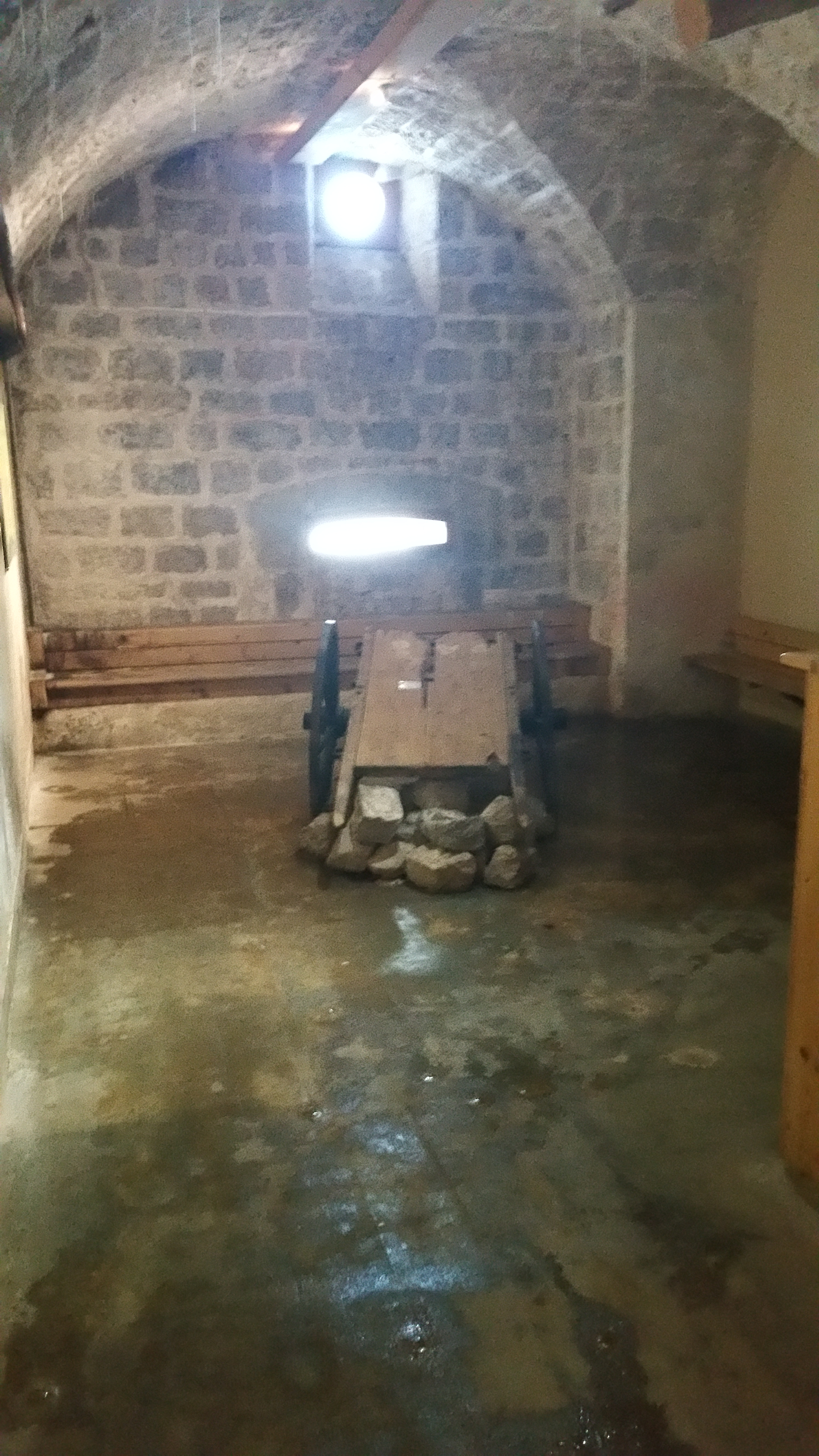
Intérieur du corps de garde droit
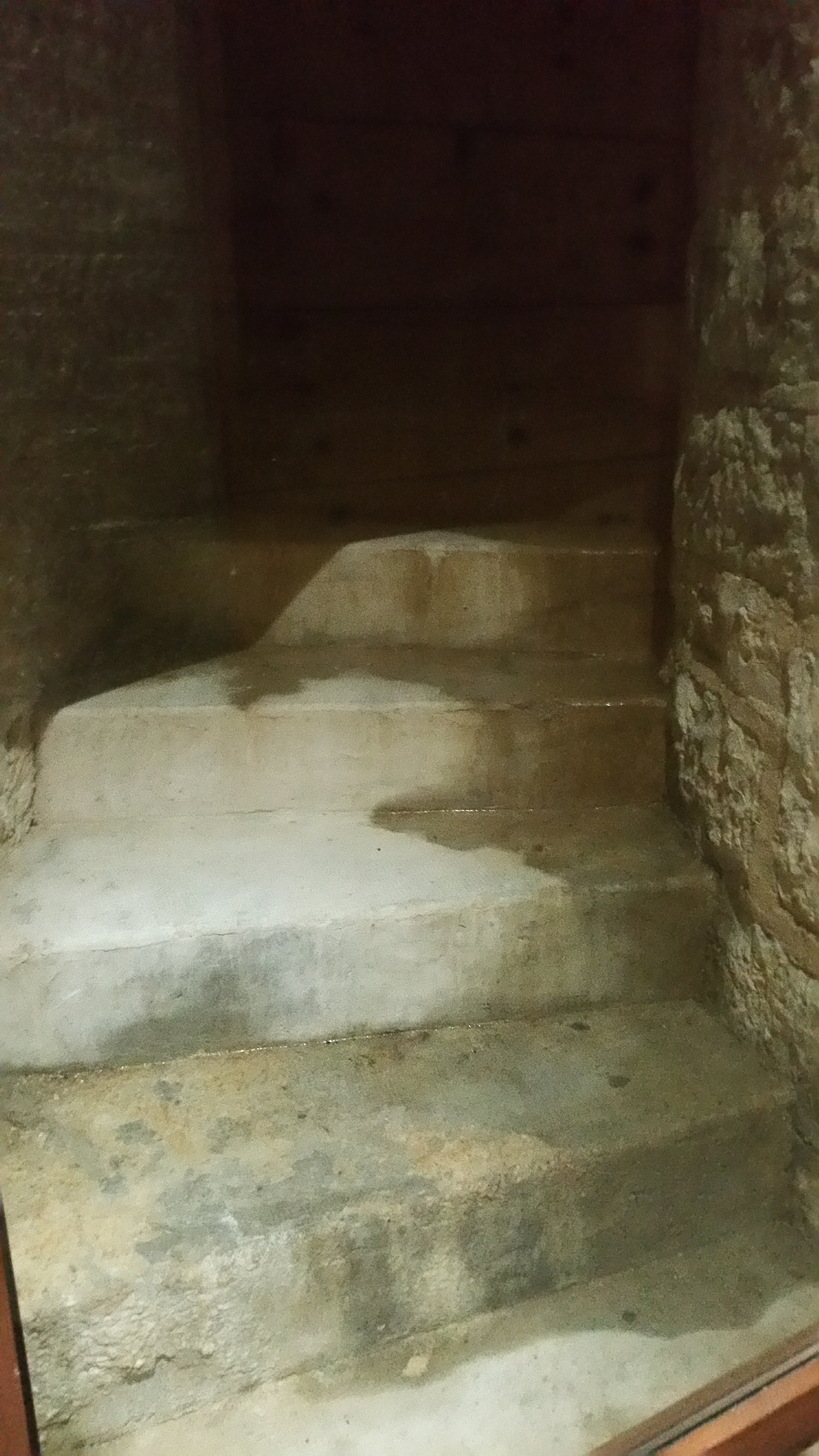
Escalier du poste optique
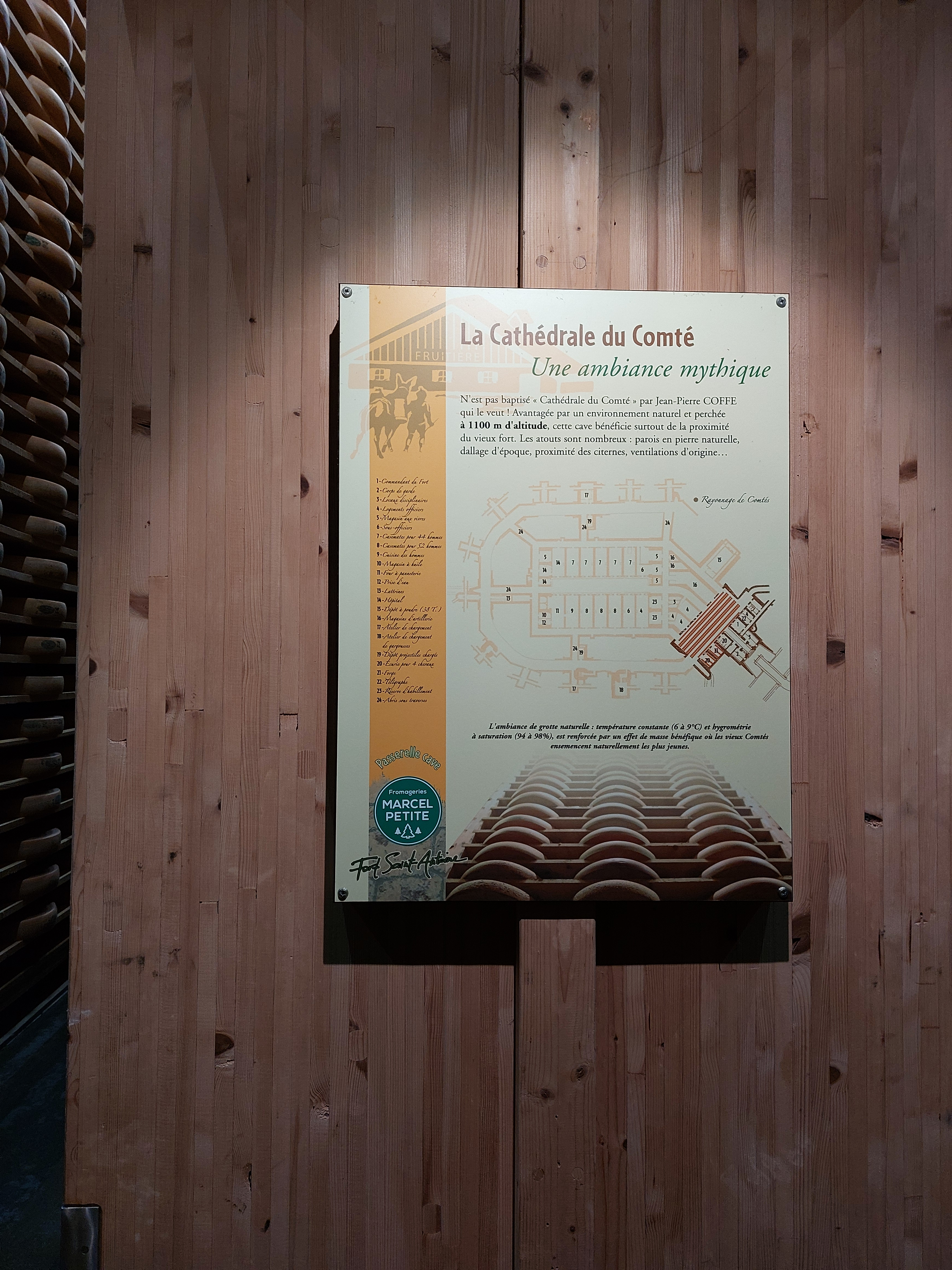
Plan détaillé avec emplacement de l'une des 2 caves d'affinage